# Amorphophallus elegans
Amorphophallus elegans — вид квіткових рослин родини ароїдні (Araceae).

## Поширення
Рослина зустрічається в Малайзії та на півдні Таїланду.

## Опис
Всі частини рослини містять кристали оксалату кальцію, що викликає подразнення ротової порожнини і стравоходу. Токсичний для кішок і собак.